# Rákosliget megállóhely
Rákosliget megállóhely Budapest egyik vasúti megállóhelye a XVII. kerületben, Rákosligeten, a Budapest–Hatvan-vasútvonalon, melyet a Magyar Államvasutak Zrt. (MÁV) üzemeltet.

## Története

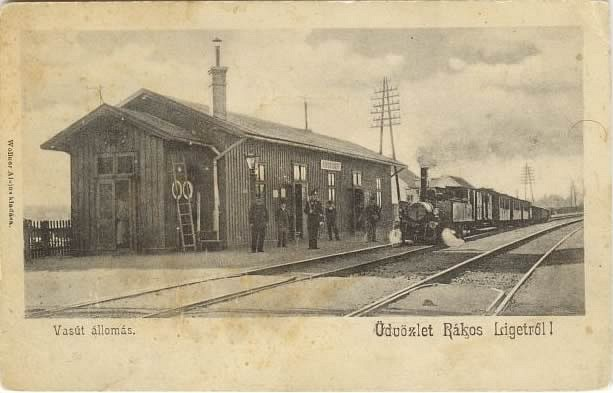
Rákosliget vasútállomása a 20. század elején. A beérkező vonatot egy MÁV 377 gőzmozdony húzza

Rákosliget 1896-os alapítását követően, amint kellő mértékben kiépült, saját vasútállomást is kapott. Az egykor itt állt 10-es számú őrház, illetve a Rákosligetet építtető Munkás Otthon Házépítő Szövetkezet nyomán az 1901-es menetrendben Munkás-Otthon 10.sz. őrház néven szerepelt. Még ugyanebben az évben fából megépült az első állomásépület közvetlenül az őrház mellett, amire rövidesen a Rákosliget felirat került. Később a fa állomásépületet lebontották és téglából építettek helyette újat, illetve csináltak egy acél szerkezetes gyalogos felüljárót is. Idővel az állomás épülete és a Ferihegyi út között állt őrházat is elbontották. Mai nevét 1903. augusztus 1-jén kapta.
Valószínűleg az 1980-as évek közepe táján az állomás épülete használaton kívülre került, majd valamikor az 1990-es évek elején a veszélyessé vált gyalogos felüljárót is lezárták.
A 2004 után bevezetett ütemes menetrend Rákosligeten is kiszámíthatóvá tette a vonatközlekedést.
Közvetlenül a vasútállomás mellett, 2008 májusának végén egy 37 autó befogadására képes, ingyenes P + R parkoló létesült a vasúti közlekedés további javítása és népszerűsítése érdekében.
A Budapest-Hatvan vasútvonal 2018-ban kezdődött felújítása során az állomás teljesen átépült. A lezárt gyalogos felüljárót elbontották, a régi utasperonokat teljesen átépítették, az állomásépülettel szembeni esővédőt elbontották és kiépítették a modern utastájékoztatási rendszert. A régóta használaton kívüli állomásépületet is teljesen átépítették, az utasforgalom helyett immár a vasúti üzemelést kiszolgáló épületté. 2020-2021-ben zajvédőfal épült a vasút mentén a teljes XVII. kerületben, így az állomás mellett is.
Egykor futott egy iparvágány Rákos vasútállomástól egészen Rákoscsaba megállóhelyig, ahol volt egy vasúti rakodó is, ám ezt az idők során fokozatosan visszabontották az egykori Rákoskeresztúr megállóhelyig, a megállóval szemben lévő Egyesült Vegyiművek telephelyéig. Az üzem 2013. december 31-i végleges bezárása után az iparvágány teljesen használaton kívülre került, amit a 80a vasútvonal Rákos–Hatvan „A” elágazás szakaszának 2018-ban megkezdett felújítása során 2019-ben visszabontottak. 2020-ban a Budapesti Fejlesztési Központ pályázatot írt ki Kőbánya felső és Rákosliget közötti harmadik vágány megtervezésére, amit Rákostól részben az egykori iparvágány nyomvonalán terveznek, és csatlakozna a Keleti pályaudvar–Kőbánya felső között megépülő új vágányhoz.

## Megközelítés budapesti tömegközlekedéssel
- Busz:  98, 146, 146A, 176E, 198, 261E, 276E
- Éjszakai autóbuszjárat:  908, 998

## Forgalom
| Járat        | Útvonal | Gyakoriság           |
| ------------ | --- | -------------------- |
| S80          | Budapest-Keleti – Kőbánya felső – Rákos – Akadémiaújtelep – Rákosliget – Rákoscsaba-Újtelep – Rákoscsaba – Pécel – Isaszeg – Gödöllő-Állami telepek – Gödöllő (– Máriabesnyő – Bag – Aszód – Hévízgyörk – Galgahévíz – Tura – Hatvan – napi 1 tovább Füzesabony felé) | Félóránként          |
| InterRégió   | Miskolc-Tiszai → Nyékládháza → Mezőkövesd → Füzesabony → Hatvan → Isaszeg → Pécel → Rákoscsaba → Rákosliget → Akadémiaújtelep → Budapest-Keleti | Napi 1 Budapest felé |
| személyvonat | Gyöngyös → Gyöngyöshalász → Vámosgyörk → Hatvan → Tura → Aszód → Bag → Máriabesnyő → Gödöllő → Isaszeg → Pécel → Rákoscsaba → Rákoscsaba-Újtelep → Rákosliget → Akadémiaújtelep → Rákos → Kőbánya felső → Budapest-Keleti                                             | Napi 1 Budapest felé |